# Episodi de La casa di carta (seconda stagione)
La seconda stagione della serie televisiva La casa di carta, composta da due parti e sedici episodi, è stata pubblicata da Netflix; la prima parte è stata resa disponibile il 19 luglio 2019, la seconda il 3 aprile 2020.
| nº           | Titolo originale            | Titolo italiano                 | Pubblicazione  |
| Terza parte  | Terza parte                 | Terza parte                     | Terza parte    |
| ------------ | --------------------------- | ------------------------------- | -------------- |
| 1            | Hemos vuelto                | Siamo tornati                   | 19 luglio 2019 |
| 2            | Aikido                      | Aikido                          | 19 luglio 2019 |
| 3            | 48 metros bajo el suelo     | 48 metri sotto terra            | 19 luglio 2019 |
| 4            | La hora del delfín          | L'ora del delfino               | 19 luglio 2019 |
| 5            | Bum, bum, ciao              | Bum, bum, ciao                  | 19 luglio 2019 |
| 6            | Todo pareció insignificante | Tutto è sembrato insignificante | 19 luglio 2019 |
| 7            | Pequeñas vacaciones         | Una breve vacanza               | 19 luglio 2019 |
| 8            | La deriva                   | La deriva                       | 19 luglio 2019 |
| Quarta parte |                             |                                 |                |
| 9            | Game over                   | Game over                       | 3 aprile 2020  |
| 10           | La boda de Berlín           | Il matrimonio di Berlino        | 3 aprile 2020  |
| 11           | Leccion de anatomia         | Lezione di anatomia             | 3 aprile 2020  |
| 12           | Suspiros de España          | Paso doble                      | 3 aprile 2020  |
| 13           | 5 minutos antes             | 5 minuti prima                  | 3 aprile 2020  |
| 14           | KO técnico                  | KO tecnico                      | 3 aprile 2020  |
| 15           | Tumbar la carpa             | Colpo alla tenda                | 3 aprile 2020  |
| 16           | Plan Paris                  | Il piano Parigi                 | 3 aprile 2020  |

## Siamo tornati
- Titolo originale: Hemos vuelto
- Diretto da: Jesus Colmenar
- Creato da: Álex Pina
- Scritto da: Álex Pina e Javier Gómez Santander

### Trama
Oltre due anni dopo la rapina alla Zecca di Spagna, Arturo fa un discorso a una grande folla che condanna i membri fuggitivi della banda che hanno tenuto in ostaggio lui e altre persone alla Zecca come "terroristi".
77 giorni all'ora zero: Río e Tokyo vivono su un'isola remota (Guna Yala) dove trascorrono le loro giornate in maniera paradisiaca, ma Tokyo comincia a sentire la pressione dell'isolamento e comunica a Río la sua decisione di andare per un po' via. Il ragazzo, avendo comprato due telefoni satellitari da un libico a Casablanca durante il viaggio al mercato nero, propone a Tokyo di rimanere in contatto tramite telefono e ne dà uno a lei con la promessa di accenderlo ogni 3 giorni alle ore 18. La ragazza quindi parte e vive tre giorni senza freni mentre lui, rimasto solo sull'isola, non aspetta che le 18 del terzo giorno per poter chiamare la sua amata; riescono così a mettersi in contatto, ma proprio accendendo il dispositivo vengono subito geolocalizzati dall'Interpol: comincia un inseguimento da parte della polizia. Essa arriva via mare sull'isola e Río viene catturato, mentre Tokyo riesce a scappare, salvandosi. Infatti il libico ha venduto alla polizia la notizia della vendita dei dispositivi illegali ma registrati a due componenti della banda.
Nel frattempo, il Professore vive in Thailandia con Raquel, ormai chiamata Lisbona. La chiamata di Tokyo del suo “trasportatore” preposto proprio dal Professore fa in modo che lei raggiunga quest'ultimo e gli racconti della cattura di Rio: il Professore decide di riunire la banda per salvarlo grazie ad un colpo alla banca di Spagna. Tramite flashback si scopre che il colpo è stato progettato ben 5 anni prima da Berlino e da Martín (Palermo), che il Professore raggiunse in un monastero a Firenze.
- Special Guest Star: Chacha Huang

## Aikido
- Titolo originale: Aikido
- Diretto da: Jesus Colmenar
- Creato da: Álex Pina
- Scritto da: Álex Pina, Alberto Úcar, Luis Moya, David Barrocal, Juan Salvador López e Javier Gómez Santander

### Trama
Ora 0: sulla città di Madrid dei dirigibili bianchi liberano lungo le strade della città 140 milioni di euro in banconote di 50 euro. Il Professore pubblica un video in cui mostra la sua identità e annuncia che la banda è tornata e che uno di loro è stato catturato ed è torturato dalla polizia. La città di Madrid è letteralmente nel caos e le autorità spagnole decidono di mandare truppe militari in supporto alle regolari forze dell'ordine.
Tra i nuovi membri della banda spicca Martín, vecchio amico di Berlino e ideatore con lui del piano, soprannominato "Palermo" in onore della città di suo ultimo domicilio. In questi mesi insieme il Professore ha illustrato agli altri il piano messo a punto da Berlino organizzando nei minimi dettagli il colpo.
Il giorno del colpo, sfruttando il caos generato dai dirigibili e le forze dell'ordine spiegate per tutta la città, il Professore gioca d'anticipo: i membri della banda, travestiti da militari e nascosti in un capannone, partono prima dei veri soldati e arrivano alla banca di Spagna. Creduti uomini dell'esercito, i rapinatori riescono ad entrare nella banca con molta facilità.

## 48 metri sotto terra
- Titolo originale: 48 metros bajo el suelo
- Diretto da: Jesus Colmenar
- Creato da: Álex Pina
- Scritto da: Álex Pina, Luis Moya, Juan Salvador López e Javier Gómez Santander

### Trama
Il governatore è ancora dentro la banca e i suoi uomini della scorta sono particolarmente agguerriti. Tokyo e Nairobi ancora vestite da soldati intimano al governatore di andare via, ma questi non vuole assolutamente andarsene. Il governatore pone domande a Nairobi, curioso del suo ruolo mentre Tokyo va nel bagno del governatore. Fa uscire l'acqua dal rubinetto, allagando il bagno e facendo notare all'uomo della scorta l'acqua che esce dalla porta. Intanto la banda, capeggiata da Palermo, si rivela agli ostaggi della banca facendoli spaventare e tutti indossano la tuta rossa e la maschera di Dalì. Dalla colluttazione con la scorta del governatore Palermo rimane gravemente ferito agli occhi. Il colpo alla banca serve a rubare l'oro in lingotti che è posto a 48 metri sottoterra in un caveau dotato di un sistema di allarme per cui, se viene manomesso, si riempie completamente di acqua. Bogotà e Nairobi decidono di scegliere 4 volontari per le operazioni di fonditura dell'oro della banca. Vengono scelti appositamente dei loro complici infiltrati nella banca. La polizia comincia ad organizzare il tutto per aprire i negoziati con il Professore, particolarmente agitato perché sente che non è un piano perfetto.

## L'ora del delfino
- Titolo originale: La hora del delfín
- Diretto da: Koldo Serra
- Creato da: Álex Pina
- Scritto da: Álex Pina, Esther Martínez Lobato, Luis Moya, Juan Salvador López, Javier Gómez Santander

### Trama
Viene messa su una fonderia industriale diretta da Nairobi e ogni lingotto viene fuso in modo da dargli la forma che vogliono: delle piccole pepite d'oro che renderebbero agevole il trasporto una volta usciti di lì. Marsiglia, nuovo membro della banda, fuori dalla banca, mette in contatto, mediante vecchi telefoni cellulari, il Professore con la polizia e cominciano i negoziati. Al governatore della banca viene chiesto di aprire una seconda porta per prendere delle cassette rosse contenenti documenti importanti: questo è il piano Flipper, ma lui si rifiuta categoricamente. Denver, particolarmente in ansia anche a causa di alcune discussioni avute con Monica, sfida un ostaggio e dà un colpo in testa al governatore che sviene. La porta sarà aperta da Bogotà (poiché il governatore svenuto non può aprirla) mediante una bomba. Sfruttando la legge marziale vigente a Madrid, Tamayo può tranquillamente ignorare qualunque diritto ed obbligo civile rispetto agli ostaggi e ai sequestratori, preparando le forze speciali a lanciare un'imponente irruzione dentro la banca.

## Bum, bum, ciao
- Titolo originale: Bum, bum, ciao
- Diretto da: Koldo Serra
- Creato da: Álex Pina
- Scritto da: Álex Pina, Luis Moya, Juan Salvador López e Javier Gómez Santander

### Trama
All'apice dell'attacco, Denver esce al cortile esterno mostrando alla polizia e ai mass media delle cassette rosse -estratte da Bogotà nel caveau-: dimostrando al mondo di conoscere segreti di stato e minacciando di rivelarli, la banda spaventa Tamayo che rinuncia all'attacco. Intanto le trattative della polizia con il Professore si rivelano fallimentari tanto che la polizia è costretta a chiamare la spietata ispettrice Sierra che dunque si occuperà della negoziazione. Palermo guarisce recuperando la vista e riprende le redini della banca, il governatore si sveglia dopo 4 ore di coma. Nairobi gli mostra ciò che ne stanno facendo delle 90 tonnellate d'oro al caveau. Il Professore e Lisbona cominciano a trattare con Sierra, ma l'ispettrice comincia a colpire nel punto debole della coppia, minacciando Lisbona dicendo che sua madre è reclusa in un carcere indonesiano e che la piccola figlia Paula è in pericolo, lasciando supporre di aver effettivamente individuato il loro nascondiglio nel paese sud-est asiatico in cui le condizioni detentive sono ai limiti della miseria.

## Tutto è sembrato insignificante
- Titolo originale: Todo pareció insignificante
- Diretto da: Álex Rodrigo
- Creato da: Álex Pina
- Scritto da: Álex Pina, Luis Moya, Juan Salvador López, Javier Gómez Santander e Ana Boyero

### Trama
Il Professore e Raquel nel tentativo di seminare un'auto che li seguiva finiscono in un tratto paludoso dove il camper rimane bloccato. Fortunatamente però i due incontrano alcuni agricoltori che li coprono durante un controllo di un agente della Guardia civìl. Al centro operativo è stato convocato Arturo Roman come consulente, che porta la polizia a far pensare che il più pericoloso tra i rapinatori sia l'odiato Denver. La Sierra comincia a capire la strategia del Professore e cerca di rispondere usando tutti i mezzi a disposizione, compresi quelli di informazione. Il Professore propone uno scambio: saranno liberati 40 ostaggi se verrà consegnato loro Río. L'ispettrice accetta e personalmente andrà a prendere Río nel carcere dove era stato interrogato e torturato da lei stessa. Lo scambio avverrà il giorno dopo alle ore 8. Alcuni agenti della polizia tra cui Suárez riescono a entrare nella banca dopo aver iniettato nei condotti di aerazione del gas anestetico alotano, ma vengono catturati da Palermo e il piano decade miseramente diventando di fatto degli ostaggi, obbligati a cantare Bella Ciao. Fa vedere a Sierra e agli altri della Polizia il video in cui la cantano e così Sierra è obbligata ad accettare lo scambio: 40 ostaggi più i membri della Polizia in cambio di Río.

## Una breve vacanza
- Titolo originale: Pequeñas vacaciones
- Diretto da: Álex Rodrigo
- Creato da: Álex Pina
- Scritto da: Álex Pina, Luis Moya, Juan Salvador López, Almudena Ramírez Pantanella, Javier Gómez Santander e Ana Boyero

### Trama
Río entra nella banca, ma entra di soppiatto Arturo Roman approfittando di un momento di distrazione delle autorità. Decide di entrare nella banca al solo scopo di parlare con Mónica, che intanto ha partorito il loro figlio, Cincinnati. Ritrovatosi solo con lei, Arturo le si avvicina insistentemente e tenta di saltarle addosso. Monica, terrorizzata, riesce tuttavia a respingerlo con la sua pistola. Sierra comprende che dietro l'ingresso dei nuovi componenti della banda si celano le intenzioni del Professore e comincia a studiare i profili dei singoli componenti. La polizia ha impiantato un microfono nel corpo di Río: la banda lo intuisce grazie alle lezioni del Professore, similmente a quanto effettuarono loro stessi con gli occhiali di Angel alla zecca di stato. La banda asporta il microfono a Río tramite un'operazione, usandolo poi come mezzo per ingannare la polizia. Traumatizzato dall'esperienza del carcere e della tortura, Río decide di lasciare Tokyo che cade in una profonda disperazione mettendo a rischio l'esito del piano. Lisbona e il Professore sono braccati da Ángel e decidono di lasciare la stazione radio e proseguire separatamente. Il Professore riesce a nascondersi su un albero camuffandosi con la vegetazione, Lisbona si nasconde in una fattoria perché non riesce a salire sull'albero.
Nel passato, il gruppo imparò a rimuovere microfoni impiantati chirurgicamente dal corpo di un maiale come cavia d'esercitazione. Marsiglia si oppose schierandosi dalla parte degli animali, arrivando addirittura a litigare con Denver.

## La deriva
- Titolo originale: La deriva
- Diretto da: Jesús Colmenar
- Creato da: Álex Pina
- Scritto da: Álex Pina, Emilio Díez, Luis Moya, Almudena Ramírez Pantanella e Javier Gómez Santander

### Trama
Lisbona è nella fattoria ma viene scoperta dai proprietari che la minacciano con dei fucili: comincia a trattare il loro silenzio in cambio di 20 milioni di euro. Loro non si fidano e pensano che si tratterebbe di denaro sporco, mentre i 10 milioni offerti dalla polizia sono sicuri e puliti. La denunceranno alla polizia che nel frattempo sta perlustrando tutta la zona limitrofa. Sierra scopre che Nairobi ha un figlio osservando alcune foto presenti nel suo fascicolo: un peluche celeste a forma di orso (contenente un telefono cellulare) simile a quello riconducibile al figlio di Nairobi e osservato dalla ispettrice nelle foto, viene messo di fronte alla banca dall'ispettrice stessa. Nairobi si infuria: il peluche viene recuperato da un ostaggio, Miguel, e mediante il telefono cellulare in esso contenuto l'ispettrice si mette in contatto proprio con Nairobi. Il figlio naturale di Nairobi in realtà si trova nella stazione di polizia di fronte alla banca. Sierra glielo comunica tramite il cellulare che era contenuto all'interno del peluche, ma lei non le crede, fin quando sente proprio la sua voce. Sierra decide allora di uscire dalla stazione e fare vedere a Nairobi il bambino; Nairobi si avvicina alla finestra della Banca e lo guarda commossa in quanto era veramente lì, tuttavia un cecchino posto di lì a pochi metri le spara, ferendola al torace gravemente e trapassa pure il peluche celeste che Nairobi teneva in mano. Sotto gli occhi impotenti di Stoccolma, che ha assistito a tutto, ed Helsinki, sanguina vistosamente.
Suárez trova Lisbona a causa della proprietaria della fattoria che l'ha avvisato spiegandogli che è in contatto con il Professore. Quest'ultimo nel frattempo è riuscito a scendere dall'albero e sta correndo il più veloce possibile per scappare dalla polizia e raggiungere Lisbona. Essa si rifiuta di tradire il Professore e infatti non rivela dove si trova nonostante Suárez glielo chieda più volte minacciandola con la pistola. Suárez allora le spara; il Professore, udendo il colpo, cade nello sconforto più totale. La polizia decide di attaccare e di entrare nella banca, ritenendo tutti i criminali occupati ad assistere Nairobi in fin di vita, coi mezzi pesanti: un blindato, ma Denver se ne accorge avvisando la banda. Il Professore comunica a Palermo che Lisbona è stata giustiziata e viene a sapere del grave ferimento di Nairobi; il professore pertanto, affermando che lo Stato ha dichiarato loro guerra, dice a Palermo di agire di conseguenza. Palermo dichiara DEFCON 2, che equivale all'uso di forza letale, pertanto ordina di attaccare i blindati, mandati sfruttando la distrazione dovuta al ferimento di Nairobi, che vengono distrutti da dei colpi di lanciarazzi da parte di Río e Tokyo, sconvolgendo la stessa polizia che non si aspettava una risposta violenta. Si scopre infine che Lisbona è ancora viva, fatta credere morta da Alicia per destabilizzare il Professore con la stessa tattica che lui usò per generare paranoia tramite l'udito.

## Game over
- Titolo originale: Gamer Over
- Diretto da: Koldo Serra
- Scritto da: Esther Morales, Ana Boyero e Jaun Salvador López

### Trama
Nairobi ha un proiettile conficcato nel polmone, la polizia cerca sempre il Professore nascosto nel bosco mentre i poliziotti hanno riportato ustioni di secondo e terzo grado. La squadra, dopo un'accesa discussione, decide di operare Nairobi all'interno della Banca sotto la guida di Tokyo e con l'ausilio in video di un chirurgo amico in connessione da Islamabad. Arturo Roman astutamente provoca Denver ridendo, parlandogli di quanto si era eccitato mentre stuzzicava Monica, Denver non vedendoci più dalla rabbia, lo riempie di botte e Arturo sembra godere ai suoi pugni mentre Monica piange guardando questa scena e si prende una pausa da Denver. Marsiglia con uno stratagemma inscena un finto incidente d'auto del Professore prendendo tempo e potendosi allontanare con lui, sempre convinto che Raquel sia morta. Dall'interno della tenda un agente identifica un traffico sospetto provenire dalla Banca, deducendo che qualcuno all'interno abbia stabilito una connessione compatibile con una videoconferenza. Il capo della polizia decide di tagliare tutti i segnali e, quasi istantaneamente, la videochiamata con il chirurgo si interrompe, lasciando la banda senza guida durante l'intervento per salvare Nairobi.
Un Flashback mostra il giorno in cui il Professore e Marsiglia si sono conosciuti: il matrimonio di Berlino e Tatiana.
- Musica: Ti amo di Umberto Tozzi

## Il matrimonio di Berlino
- Titolo originale: La boda de Berlín
- Diretto da: Javier Quintas
- Scritto da: Ana Boyero, Jaun Salvador López, Emilio Díez e Luis Moya

### Trama
Tokyo ha guidato l'operazione di Nairobi e pretende ora il comando militare della squadra proponendo a Palermo il comando tecnico, ma lui minaccia di far saltare in aria la sala operativa per poi essere calmato da Helsinki. Raquel viene portata al cospetto di Alicia per essere interrogata. Tokyo cerca di aiutare psicologicamente il Professore e gli fa presente che Raquel potrebbe essere viva dato che ha solo udito lo sparo e non visto l'esecuzione di persona.
Continuano i flashback riguardo al matrimonio di Berlino e Tatiana, in cui Andrés e Sergio parlano di amore e di tradimento.
Il Professore e Marsiglia giungono mascherati fuori dalla Banca per capire se Raquel si trovi sotto interrogatorio nel tendone della polizia e durante la notte irrompono a casa di un agente per ottenere maggiori informazioni. L'agente, terrorizzato, si lancia dalla finestra e precipita in piscina, ammortizzando la caduta sul trampolino.
- Musiche: Centro di gravità permanente di Franco Battiato e Days like This di Van Morrison

## Lezione di anatomia
- Titolo originale: Lección de anatomía
- Diretto da: Álex Rodrigo
- Scritto da: Ana Boyero e Jaun Salvador López

### Trama
Il Professore e Marsiglia convincono l'agente Benito Antoñanzas a collaborare; indossando l'orologio di Sergio deve far capire a Raquel che lui è al corrente del suo arresto. Il Professore, dalla sua nuova centrale operativa in una cisterna sotterranea di Madrid, chiede a Tokyo di far rientrare in servizio Palermo per poter liberare Raquel. Antoñanzas mette al corrente il Professore che la polizia ha scoperto che Raquel il primo giorno della rapina aveva fatto una chiamata a sua figlia a Mindanao. Proprio mentre Alicia sembra aver convinto Raquel a collaborare, Antoñanzas riesce a mostrarle l'orologio portandole un caffè.
Nei Flashback vediamo Il Professore parlare con Berlino riguardo Martín, riguardo la sua imprevedibilità e il suo elevato egocentrismo. Inoltre Andrés aggredisce con una forchetta, in bagno, un uomo che rideva del suo papillon. 
Su suggerimento di Palermo il capo della sicurezza del governatore Cesar Gandía riesce a liberarsi e a raggiungere il piano superiore dopo essere sfuggito al controllo di Río, che non se la sente di sparargli.

## Paso doble
- Titolo originale: Suspiros de España
- Diretto da: Jesús Colmenar
- Scritto da: Emilio Díez e Luis Moya

### Trama
Gandía tenta di uccidere Nairobi, che seppur ancora a letto ormai respira autonomamente, ma la ragazza oppone resistenza e riesce a ferirlo con una siringa, così il capo della sicurezza si dilegua prima dell'arrivo degli altri membri della banda; poco dopo l'uomo riesce quasi ad uccidere anche Helsinki, impiccandolo con una corda, ma il serbo viene salvato appena in tempo da Tokyo e Bogotà. Nel frattempo il Professore impone ad Alicia Sierra di confermare alla stampa l'inizio di una tregua con conseguente consegna di cibo davanti alla Banca. Muovendosi furtivamente tra i cunicoli d'aerazione, Gandía raggiunge una stanza blindata segreta dotata di un vastissimo arsenale militare, da dove contatta il colonnello Tamayo ottenendo il via libera a fare giustizia autonomamente: l'uomo è pronto ad affrontare i rapitori. Il Professore, avvisato da Antoñanzas, cerca di mettere in guardia Tokyo ma la ragazza in quel momento viene colpita alle spalle da Gandía.
In un flashback qualche anno prima, gli organizzatori del colpo scoprirono che Gandía è un esperto militare di altissimo livello con un passato in guerre, black-ops e false flag: Berlino notò la pericolosità dell'uomo in un incontro nella stessa banca, dove poté constatare di persona il sangue freddo e le notevoli capacità, e consigliò al professore di eliminarlo, invano.

## 5 minuti prima
- Titolo originale: 5 minutos antes
- Diretto da: Koldo Serra e Álex Rodrigo
- Scritto da: Ana Boyero, Jaun Salvador López, Emilio Díez e Luis Moya

### Trama
Gandía ha incatenato Tokyo nella panic-room, che si trova dietro il bagno dell'ufficio del governatore e che non è presente nelle planimetrie ufficiali, e comunica attraverso gli altoparlanti di aver preso il comando grazie anche all'aiuto di Palermo, ma il Professore decide comunque di farlo liberare per tenere unito il gruppo. Denver e Río si mettono alla ricerca di Gandía, Stoccolma e Helsinki portano gli ostaggi nella biblioteca guidati di nuovo da Palermo mentre Nairobi e Bogotá scendono nella fonderia a controllare il lavoro degli “operai”. Lí Nairobi flirta e stuzzica Bogotà, che messo in difficoltà dichiara il suo amore verso lei e i due si baciano.
Gandía lancia una granata nell'ascensore con su Denver e Río che esplode. I ragazzi non riportano ferite poiché con i loro caschi e i loro giubbotti antiproiettile hanno contenuto l'esplosione; all'arrivo di Palermo e Helsinki Gandía esce di nuovo fuori dall'ufficio e spara all'impazzata. Solo l'arrivo di Bogotá e Stoccolma dall'altro lato del corridoio lo mettono in fuga e attraverso i cunicoli raggiunge indisturbato Nairobi in un'altra stanza.

## KO tecnico
- Titolo originale: KO técnico
- Diretto da: Javier Quintas
- Scritto da: Esther Martínez Lobato, Emilio Díez e Luis Moya

### Trama
Gandía attacca Nairobi e si barrica in una stanza, spaccando una porta e impiantandoci la sua testa, minacciando di spararle se gli altri attaccherano. Denver e Río si avventurano nei cunicoli ma vengono scoperti dall'agente che spara verso l'alto bloccandoli. Nel frattempo, Arturo Román, impossessatosi del telefono con cui Nairobi aveva parlato con Sierra prima di essere colpita dal cecchino, chiama la centrale operativa della polizia avvisando Tamayo del fatto che la banda è impegnata contro Gandía e che l'ingresso principale è del tutto scoperto.
Il Professore intanto vuol vederci chiaro sul ritorno di Río in Spagna dall'Algeria e manda Marsiglia in missione. Dopo aver fatto uscire Denver e Río dal cunicolo ed essersi assicurato che nessuno gli sparasse, Gandía esce dalla stanza con Nairobi come ostaggio, seguito con attenzione dalle tute rosse. Quando fa per rilasciarla, a tradimento le spara in testa uccidendola. Partono le raffiche di mitra ma la guardia riesce a sfuggire. Denver lo insegue e gli lancia contro una granata mentre corre verso il nascondiglio nel bagno dell'ufficio. Il gruppo piange la morte di Nairobi, che viene mostrata in una scena con Berlino, Oslo e Mosca al casolare di Toledo prima della rapina alla zecca, in un clima di allegria e spensieratezza ed è anche incinta metafora del fatto che ora ha ottenuto quello che voleva ed è felice insieme agli altri defunti in paradiso.

## Colpo alla tenda
- Titolo originale: Tumbar la carpa
- Diretto da: Koldo Serra
- Scritto da: Emilio Díez, Luis Moya, Ana Boyero e Jaun Salvador López

### Trama
Gandía è rimasto ferito e sviene non appena rientra nella panic-room mentre il gruppo spacca la parete del bagno trovando l'esterno del nascondiglio. Palermo riporta al Professore la notizia della morte di Nairobi sconvolgendolo: prima della rapina lei l'aveva convinto a darle un figlio con la fecondazione assistita. Gandía non riesce più a comunicare con Tamayo perché la banda lo ha completamente isolato.
Antoñanzas avvisa il Professore che le forze speciali ne stanno approfittando per attaccare la Banca e così il capo della banda escogita uno stratagemma: fa uscire dall'edificio la scorta del governatore con la bara di Nairobi davanti a una folla incredula. Subito dopo il Professore fa tappezzare la città di manifesti e rende pubblico un video in cui Río racconta di come è stato torturato in Algeria destando scalpore nell'opinione pubblica. A supporto del Professore arrivano nel suo rifugio Benjamin, padre di Manila alias Julia (amica trans di Denver tuttora infiltrata tra gli ostaggi per riferire alla banda azioni sospette), con Darko e un gruppo di minatori volenterosi.
Proprio mentre il Colonnello dei servizi segreti Luis Prieto sta negando l'intera vicenda davanti alla stampa, grazie a Marsiglia, giunge in diretta un video dall'Algeria con una confessione di uno dei torturatori di Río; Prieto e Alicia Sierra sono così costretti a dimettersi. Il Professore infine rende pubblica la registrazione della presunta uccisione di Raquel nella fattoria smascherando così anche Suárez; di conseguenza sul posto arriva subito un'unità degli Affari interni per arrestare ufficialmente Lisbona; Lisbona viene portata via non prima di aver ricevuto l'abbraccio della folla inferocita incontenibile.
Nel frattempo, all'interno della Banca, Gandía è talmente in gravi condizioni che non si accorge che Bogotà, Helsinki e Palermo si stanno preparando ad abbattere la porta, Tokyo si offre di medicarlo togliendogli le schegge, tuttavia quando ha quasi concluso lo tramortisce; subito dopo i compagni irrompono nella panic-room e la liberano, informandola però della morte di Nairobi.

## Il piano Parigi
- Titolo originale: Plan París
- Diretto da: Jesús Colmenar
- Scritto da: Ana Boyero, Emilio Díez, Luis Moya e Jaun Salvador López

### Trama
In un flashback, Berlíno e Palermo si baciano appassionatamente; tuttavia, Berlino gli dice che devono separarsi, sia perché non è pronto ad intraprendere una relazione omosessuale ed è anche in procinto di sposarsi, sia perché il loro amore interferirebbe con il piano.
Nel presente, Alicia Sierra decide di dire la verità alla stampa. Ammette che Nairobi è stata colpita di proposito da un cecchino e poi uccisa da Gandía con l'ok di Tamayo, e confessa che Rio è stato torturato, incolpando tuttavia anche i suoi superiori. Il Colonnello è furioso per la versione non concordata fornita dalla donna e da inizio ad un procedimento legale contro di lei. Sierra viene quindi licenziata e decide di perseguire da sola il Professore.
Intanto, mentre la banda riesce a catturare Gandía, il Professore invece attiva un gruppo di minatori che insieme a Marsiglia costruiscono un tunnel che conduce al parcheggio della Corte Suprema di Spagna, dove Lisbona verrà portata a testimoniare.
Irrompono nel parcheggio del tribunale e salvano Raquel, secondo quanto già previsto dal “piano Parigi”, obbligando le guardie a portare in carcere al suo posto una donna presa in ostaggio.
La banda costringe Gandía a riferire a Tamayo di aver ucciso Nairobi e Tokyo e di stare fuggendo verso il tetto, richiedendo di essere evacuato. In realtà si tratta di un piano dal Professore: sul tetto della Banca al posto di Gandia c'è Denver, vestito di nero come la guardia, e viene inscenato uno scontro a fuoco. I rapinatori, con la loro classica tuta rossa, sono protetti dal mirino dei militari con dei fumogeni. Quando Suárez e Tamayo chiedono che sopraggiunga un elicottero per portare via Gandía, il Professore fa deviare la loro chiamata da un gruppo di hacker e fa arrivare sul posto Marsiglia con un velivolo militare acquistato sul mercato nero. Raquel, in tuta da agente speciale, può quindi scendere dall'elicottero con una corda ed entrare nella Banca nelle finte vesti di agente speciale, dopo di che, Marsiglia riferisce via radio che l'elicottero ha un problema tecnico e va via, suscitando la rabbia di Tamayo a caldo che non si accorge dell'inganno ma appena arriva  la notizia della fuga di Lisbona, tutto diventa chiaro: il Professore ha vinto un'altra battaglia.
Intanto, lungo le scale che conducono al tetto dell'edificio, il vero Gandía cerca di ribellarsi ma viene tramortito da Bogotá, che può così vendicare la morte dell'amata Nairobi.
Alicia Sierra, ricercata ed in fuga, inizia a indagare per conto proprio ed ottiene dei video che non solo mostrano la visita del Professore a casa dell'agente Antoñanzas, ma la aiutano a ricostruire tutti i suoi spostamenti. Riesce così ad entrare  armata di pistola nel suo bunker, tenendolo sotto tiro proprio mentre stava festeggiando in collegamento con la sua banda, urlando: "Per Nairobi!"